# Quint Marci Ral·la
Quint Marci Ral·la (llatí: Quintus Marcius Ralla) va ser un magistrat romà del segle ii aC, que només va exercir magistratures menors. Formava part de la gens Màrcia, i portava el cognomen de Ral·la.
Va ser dues vegades duumvir i les dues vegades només amb la finalitat concreta de dedicar temples. La primera vegada va ser l'any 194 aC i la segona vegada el 192 aC.